# Oecophylla smaragdina
Oecophylla smaragdina (numele comun include furnica țesătoare asiatică, furnica țesătoare, furnica verde, furnica de copac verde, semut kerangga și orange gaster) este o specie de furnică arboricolă răspândită în Asia tropicală și Australia. Aceste furnici formează colonii cu mai multe cuiburi în copaci, fiecare cuib fiind alcătuit din frunze cusute împreună folosind mătasea produsă de larvele furnicilor: de unde și numele „oecophylla” [grecescul pentru „casă de frunze”].

## Descriere
Muncitorii și muncitorii majori sunt în mare parte colorați în portocaliu. Lucrătorii au 5–7 millimetrui (0,20–0,28 in) lungime; se îngrijesc de larve și insecte de fermă pentru miere. Lucrătorii majori au lungimea de 8–10 millimetrui (0,3–0,4 in), cu picioare lungi și puternice și mandibule mari. Ei hrănesc, asamblează și extind cuibul. Reginele sunt de obicei lungi de 20–25 millimetrui (0,8–1,0 in) și, în mod normal, maro-verzui, dând speciei numele smaragdina (în latină: smarald).

## Distribuție și habitat
Oecophylla smaragdina are o răspândire pe scară largă în Asia tropicală și Australia, aria sa extinzându-se din India prin Indonezia și Filipine până la Teritoriul de Nord și Queensland în Australia. Este o specie arboricolă, care își face cuiburile printre frunzișul copacilor. Cuiburile sunt construite în timpul nopții, lucrătorii majori țesând spre exterior și muncitorii minori completând structura interioară. Colonia de furnici poate avea mai multe cuiburi într-un singur copac, sau cuiburile pot fi răspândite peste mai mulți copaci adiacenți; coloniile pot ajunge până la jumătate de milion de indivizi. Într-un caz, o colonie a ocupat 151 de cuiburi distribuite între doisprezece copaci. Fiecare colonie are o singură matcă, într-unul dintre aceste cuiburi, iar descendenții ei sunt transportați în alte cuiburi ale coloniei. Viața medie a unei colonii mature poate fi de opt ani.

## Ecologie
Furnicile țesătoare din această specie sunt părți importante ale ecosistemului din copacii din regiunile tropicale umede. Cuiburile acestei specii sunt construite de muncitori, frunzele fiind țesute împreună și asigurate cu mătase produsă de larve. Mai întâi, un rând de furnici se aliniază de-a lungul marginii unei frunze verzi și, apucând o frunză din apropiere, trage cele două frunze împreună, margine la margine. Alți lucrători de pe partea îndepărtată a frunzelor, fiecare purtând o larvă în gură, aplică pe rând vârfurile abdomenului larvelor pe fiecare margine a frunzei. Aceasta produce o sutură de fire fine de mătase care fixează frunzele împreună. Mai multe frunze sunt atașate într-un mod similar pentru a mări cuibul.
Furnicile țesătoare se hrănesc cu insecte și alte nevertebrate, prada lor fiind în principal gândaci, muște și hymenoptere. Nu ustură, dar au o mușcătură dureroasă în care pot secreta substanțe chimice iritante din abdomen. În „Oecophylla smaragdina”, lobul antenal glomeruli este văzut în grupuri, aceasta pare a fi o caracteristică comună la multe himenoptere, cum ar fi furnicile și albinele. În Singapore, se găsesc adesea colonii în copacii hibiscus de mare și dud indian care ademenesc furnicile cu nectar, copacii primind în schimb protecție împotriva insectelor erbivore. În Indonezia, copacii care susțin coloniile includ banana, nuca de cocos, palmier de ulei, arborele de cauciuc, cacao, tek, fructul de iac, mango, laur chinezesc, petai, jengkol, duku, rambutan , măr de trandafir apos și prune spaniole.
De asemenea, furnicile frecventează afidele, păduchii țestoși și alte homoptere pentru a se hrăni cu mierea pe care o produc, în special în copacii legați prin liane. În acest scop, ei alungă alte specii de furnici din părțile copacilor în care trăiesc aceste insecte care sug sevă. O altă asociere este cu larvele anumitor fluturi albaștri În Australia, stejarul-albastru comun, stejarul-albastru strălucitor și stejarul mov-albastru sunt asociați obligatorii și apar numai în părțile țării în care este stabilită furnica țesătoare. Adăposturile pot fi construite de furnici aproape de cuiburile lor special pentru a le proteja pe acestea.
Unele specii de păianjeni săritori, cum ar fi myrmecophilic asociază Cosmophasis bitaeniata, pradă furnicile verzi de copac, mimându-le cu mirosuri chimice înșelătoare. Acesta este un exemplu de mimetism agresiv. Deghizat în unul dintre ei, păianjenii săritori accesează cuiburile furnicilor pentru a le consuma larvele și își depun propriile ouă lângă cuib, astfel încât păianjenii să poată ajunge cu ușurință la larvele furnicilor. Păianjenul săritor Myrmaplata plataleoides este un imitator batesian al acestei specii. Acest păianjen imită vizual această furnică, prin intermediul părților contractate ale corpului pentru a crea iluzia unei structuri a corpului unui hymenopterian. Are, de asemenea, două pete negre pentru a imita ochii pe partea laterală a capului. Acest păianjen fură și puietul furnicii pentru a obține parfumul coloniei. În ciuda acestui fapt, ei se feresc în general de cuiburile de furnici țesătoare.

## Utilizări

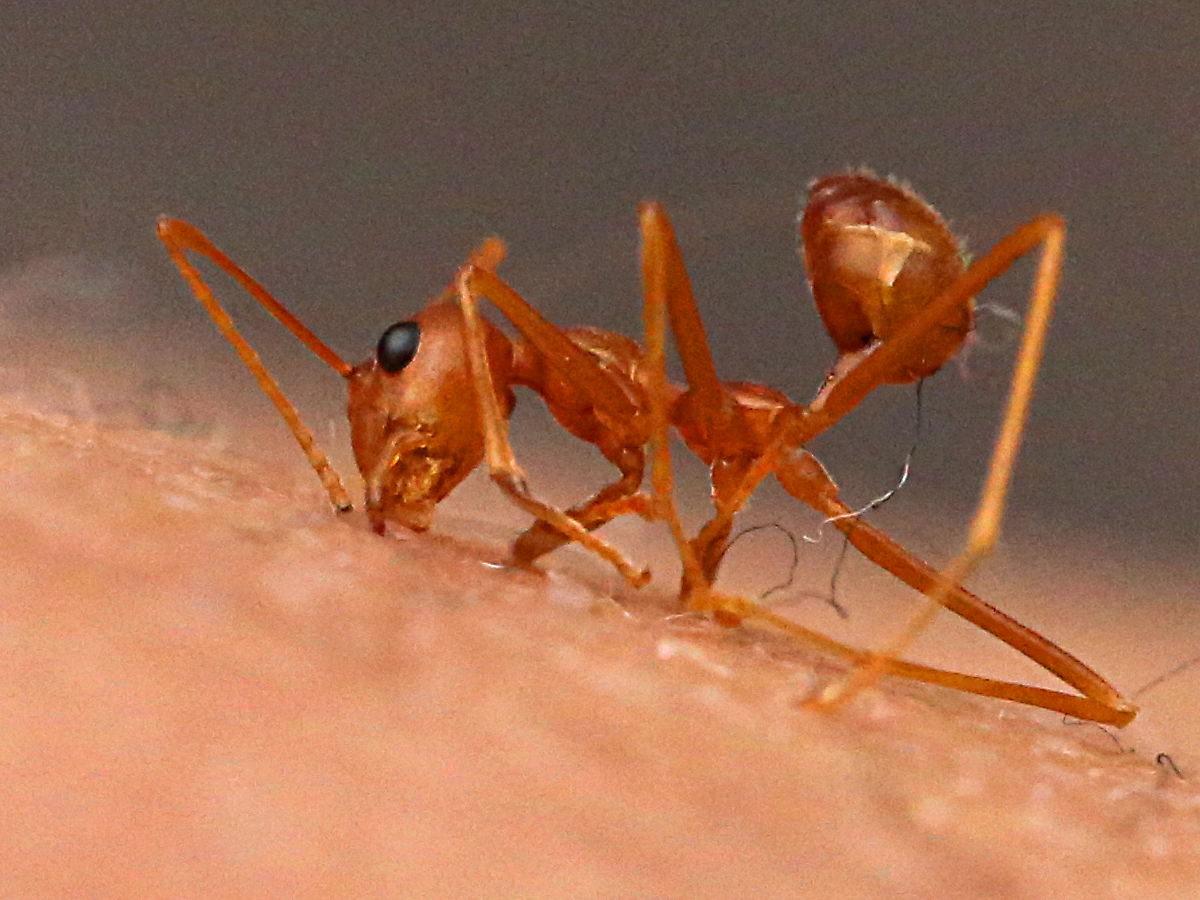
Furnicile țesătoare pot mușca oamenii atunci când sunt deranjate. Angkor Wat, Cambogia

Larvele și pupele sunt colectate și procesate în hrănirea păsărilor și ca momeală pentru pești în Indonezia, sunt folosite în medicina tradițională chineză și indiană și sunt consumate ca delicatesă în Thailanda și în alte țări.
În Java, Indonezia, larvele și pupele acestor furnici sunt cunoscute ca „kroto” și sunt recoltate comercial pentru a fi folosite ca hrană captivă pentru păsările cântătoare și ca momeală pentru pescuit. Păsările cântătoare sunt foarte populare în Java, iar larvele furnicilor oferă o dietă echilibrată de proteine, minerale și vitamine. Kroto poate fi cumpărat din magazinele de animale de companie sau poate fi adunat proaspăt din mediul rural. Ca momeală pentru pește, larvele sunt amestecate cu ouă de găină, porumb, fasole și miere.
În unele părți ale Indiei, furnicile adulte sunt folosite în medicina tradițională ca remediu pentru reumatism, iar un ulei preparat din acestea este folosit pentru infecțiile stomacale și ca afrodisiac. În Thailanda și Filipine, larvele și pupele sunt consumate și se spune că au un gust diferit descris ca acru și cremos.
În unele părți În care trăesc aceste furnici, coloniile sunt folosite ca formă naturală de combatere a dăunătorilor. Culturile care au fost protejate în acest fel au inclus fasole macasar, caju, citrice, mango, nuci de cocos, cacao și cafea. Cea mai veche înregistrare scrisă a utilizării acestor furnici pentru a controla dăunătorii este utilizarea lor în China în 304 d.Hr. pentru a controla dăunătorii din citrice.
Furnicile sunt agresive față de oameni, iar în Sri Lanka protecția furnicilor a fost abandonată în cultura cafelei, deoarece culesul recoltei s-a dovedit prea „dureroasă”.

## Galerie

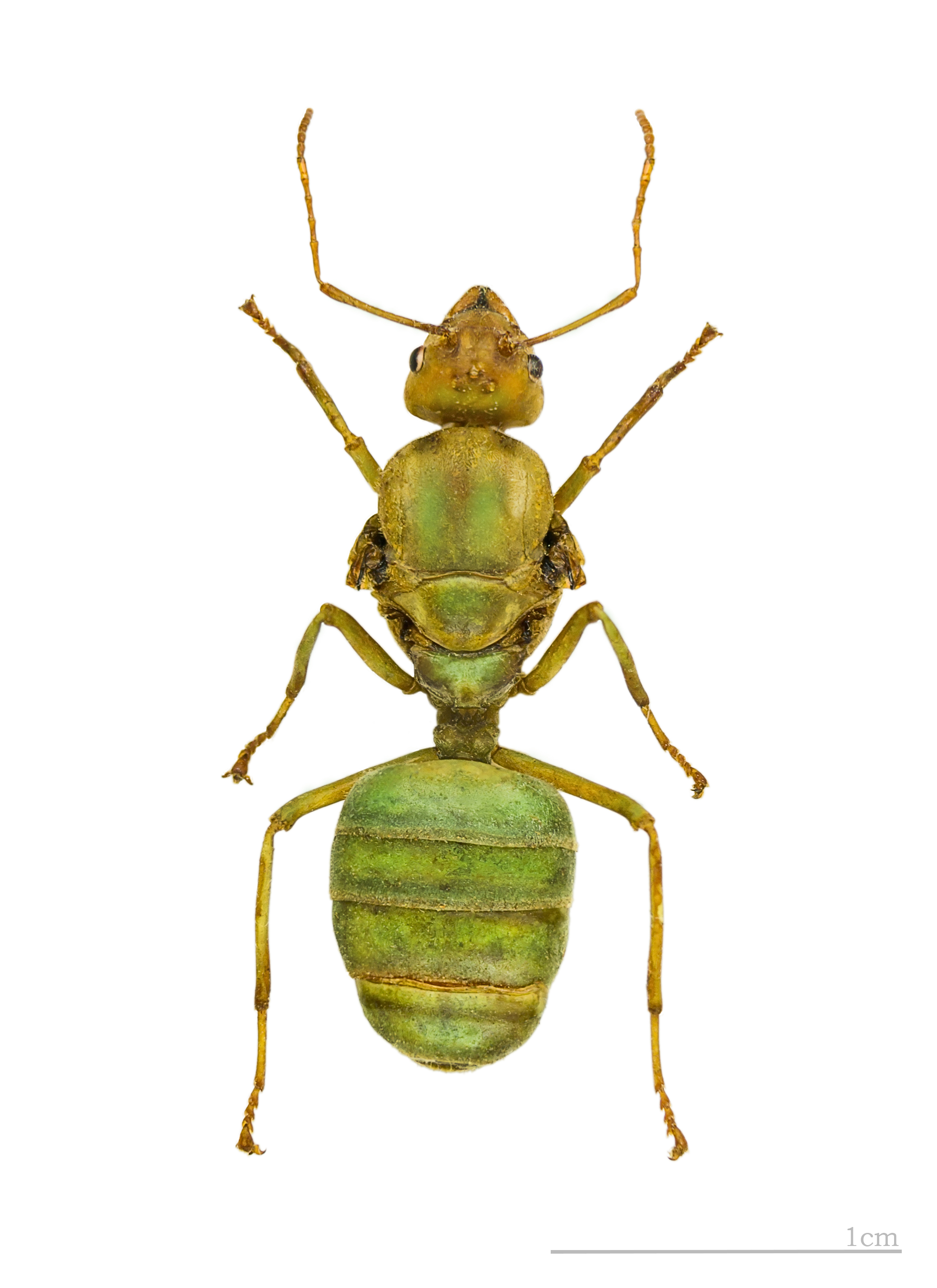
O regină care și-a lepădat aripile
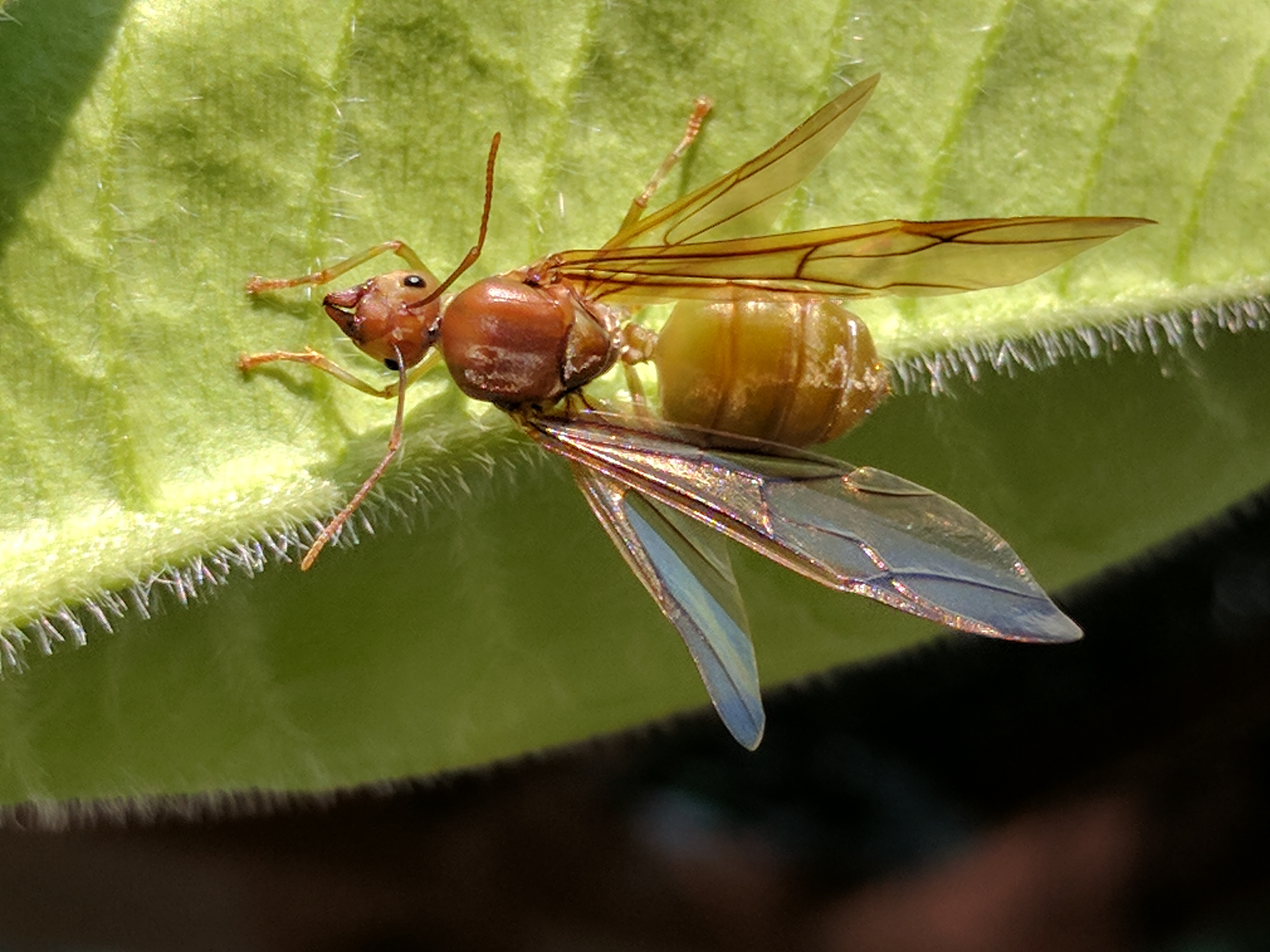
Regina furnicilor țesătoare, înainte de a lepăda aripile
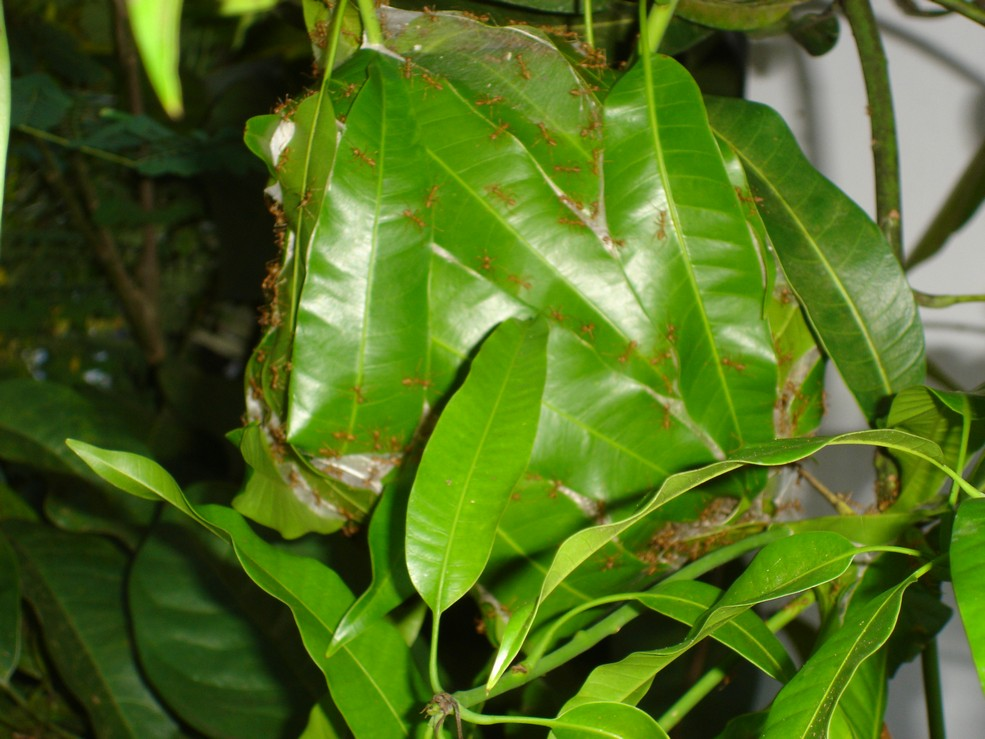
Cuib de furnici de țesător pe un copac de mango
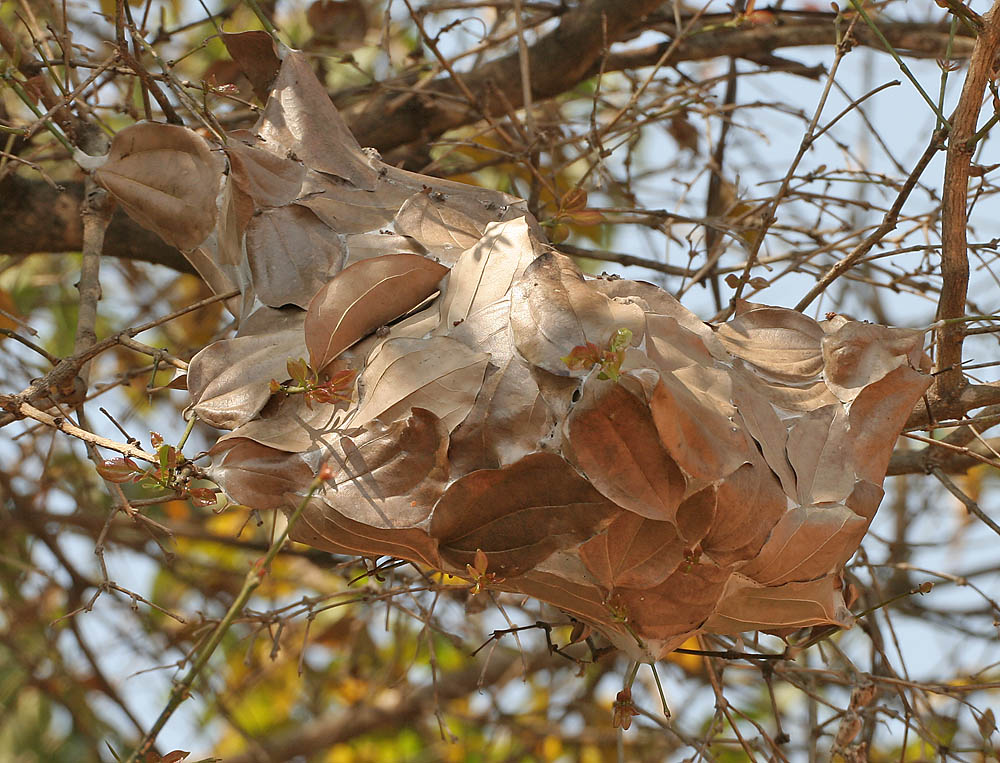
Cuib de furici în Sanctuarul Wildlife Kinnerasani, India
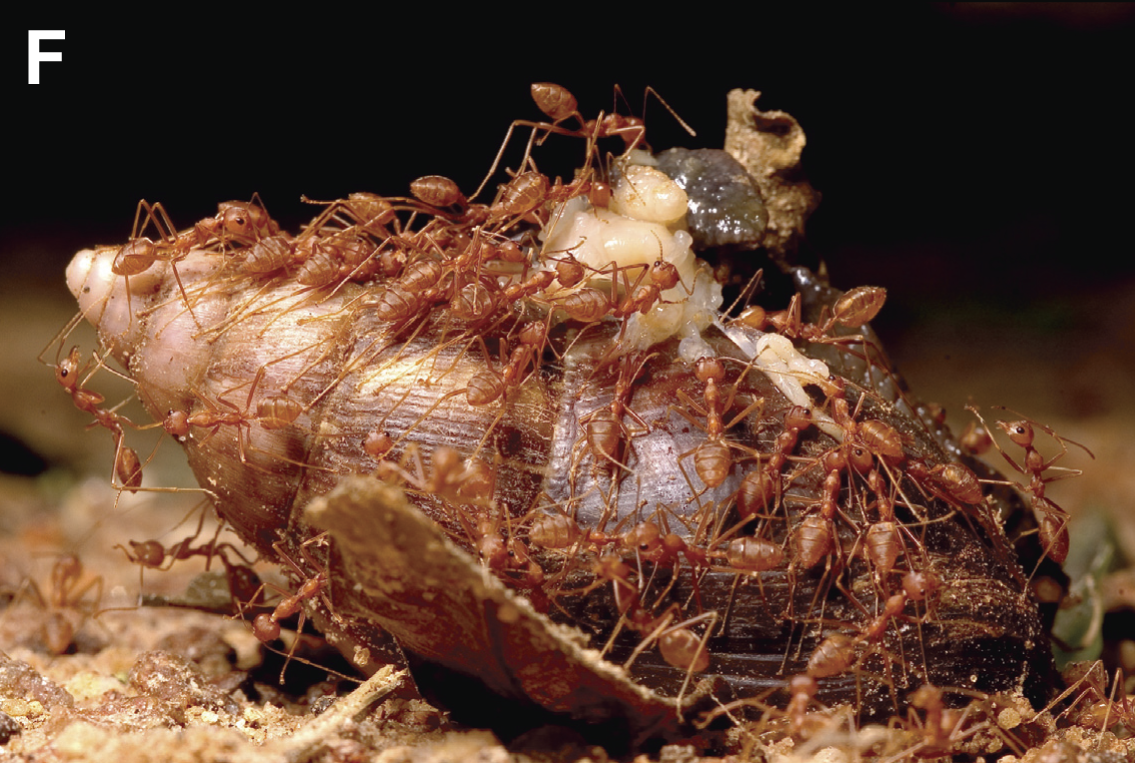
Furnici țesătoare se hrănesc cu un melc african uriaș mort
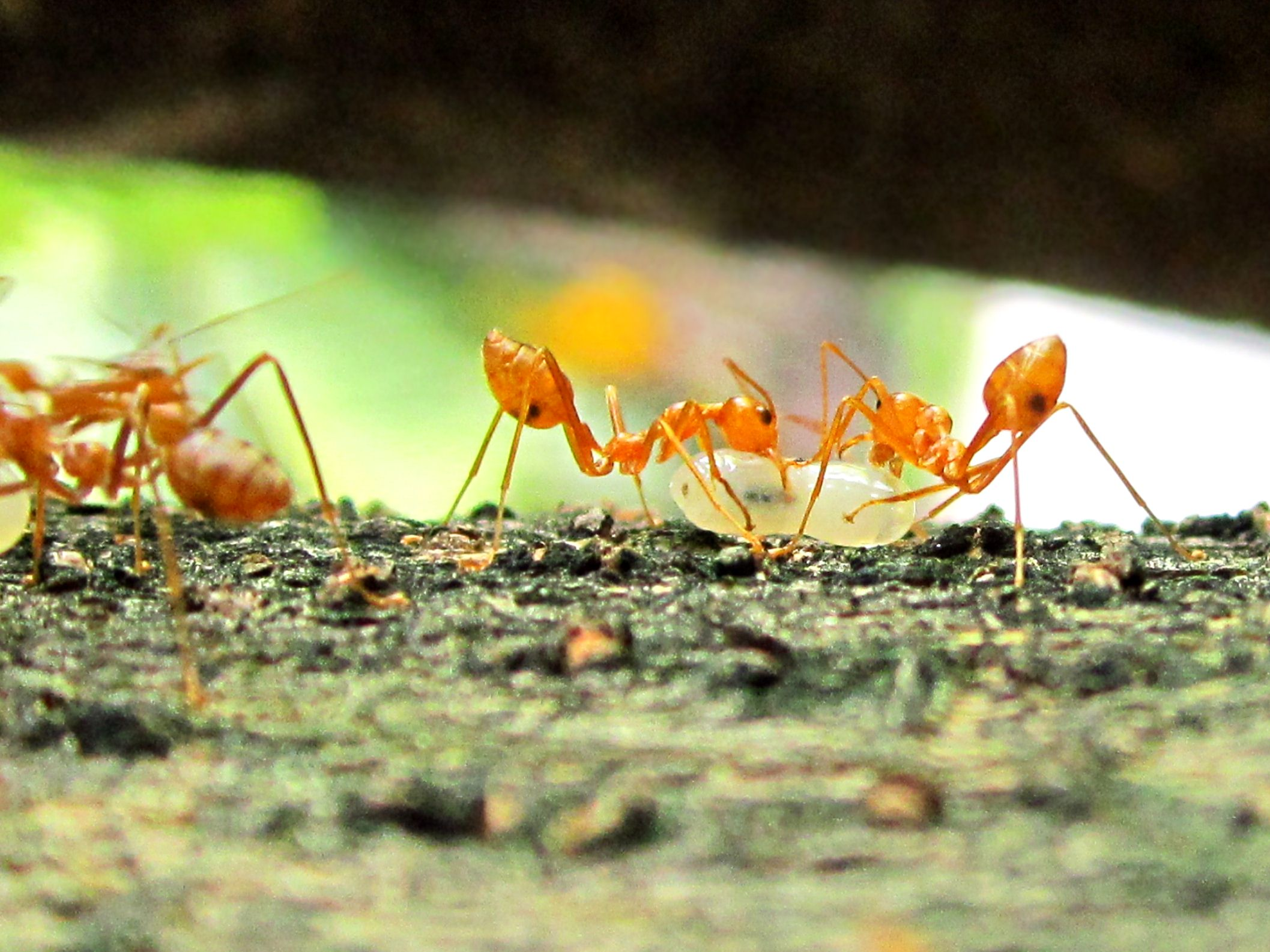
Două furnici transferând o larvă
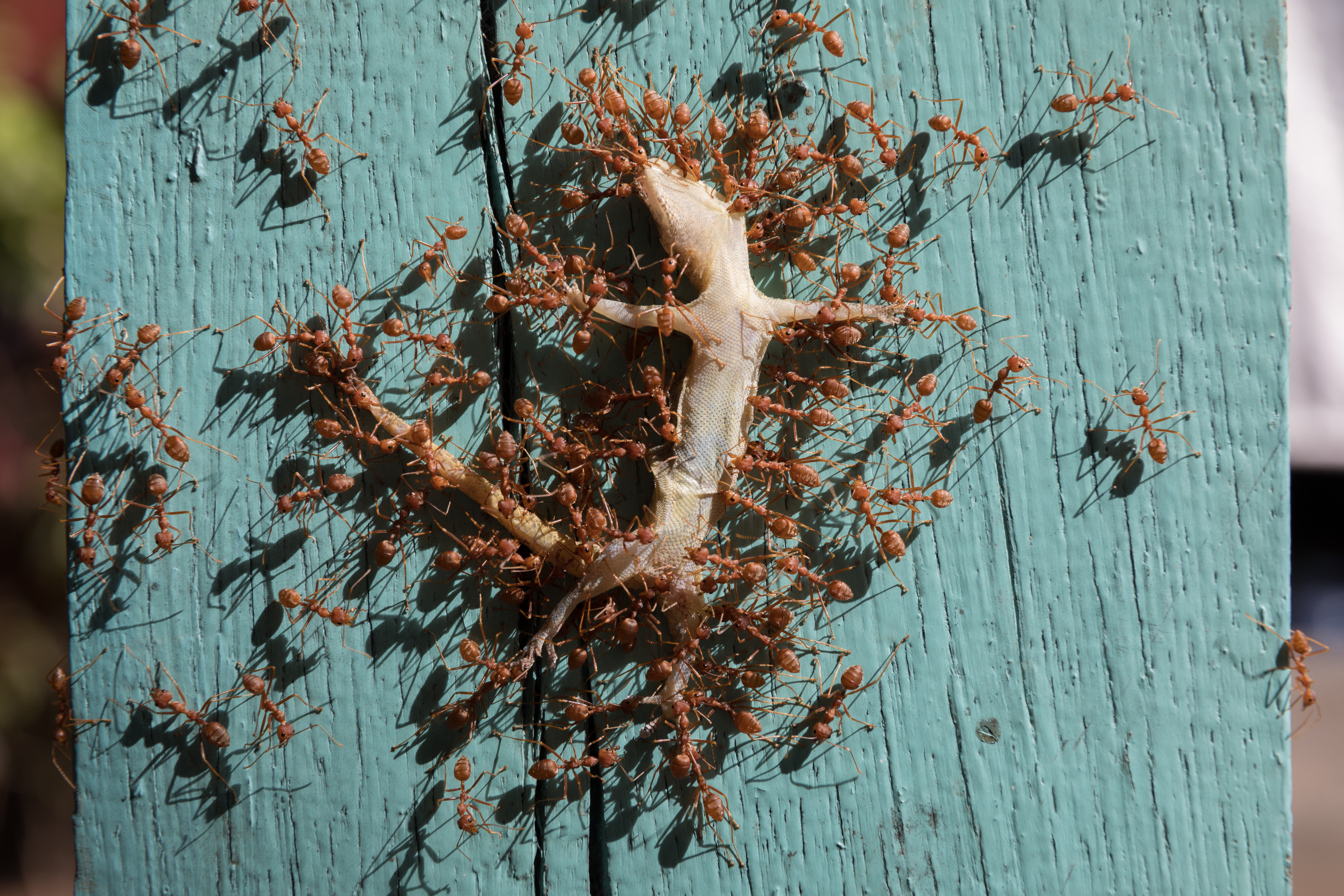
Furnici lucrătoare transportând un gecko mort
- Furnici lucrătoare transportând un gecko mort